# Садиба Братцево
Садиба Братцево — історична садиба в стилі класицизму у північному районі Москви.

## Історія

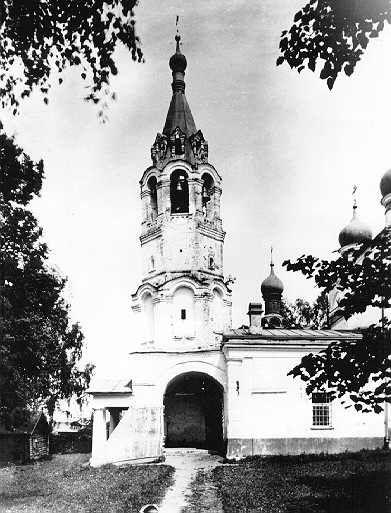
Садибна Покровська церква з ще не поруйнованою дзвіницею.

З 1657 року володарем села Братцево був дворецький російського царя Олексія Михайловича, засновник міста Симбірськ, боярин Хитрово Богдан Матвійович (1615—1680). За його часів розбудовані боярський двір, приміщення для дворових слуг та два млини. Від пори Богдана Хітрово в садибі збереглася кам'яна Покровська церква, у якої поруйнували шатрову дзвіницю. Потир, дискос та окладне Євангеліє садибної церкви з 1924 року відібрані у церкви і передані в кремлівський музей «Оружейна палата», позаяк виконані ювелірами майстерень, котрими керував Богдан Хитрово. Після смерті боярина у 1680 році володаркою садиби стала удова — Марія Іванівна. По смерті удови 1693 року відписано в казну і через два роки передано у володіння Наришкіну Кирилу Олексійовичу, родичу царя Петра І з боку матері, майбутньому губернатору Москви. Син Кирили Наришкіна володів Братцевим до 1754 року, коли продав садибу сестрам Наталі та Авдотьї. Сестри продали 1780 року садибу племінникові Строганову Олександру Сергійовичу, багатію і вельможі доби імператриці Катерини II.

## Розбудова в стилі класицизм

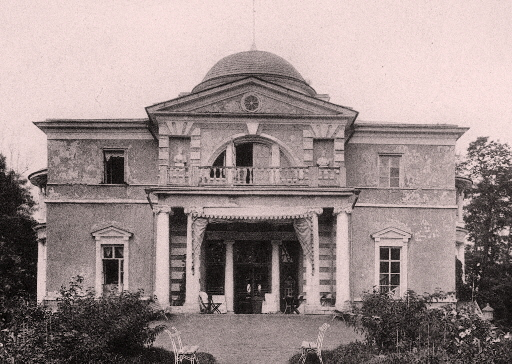
Первісний палац в садибі Братцево без добудов, фото близько 1900 року

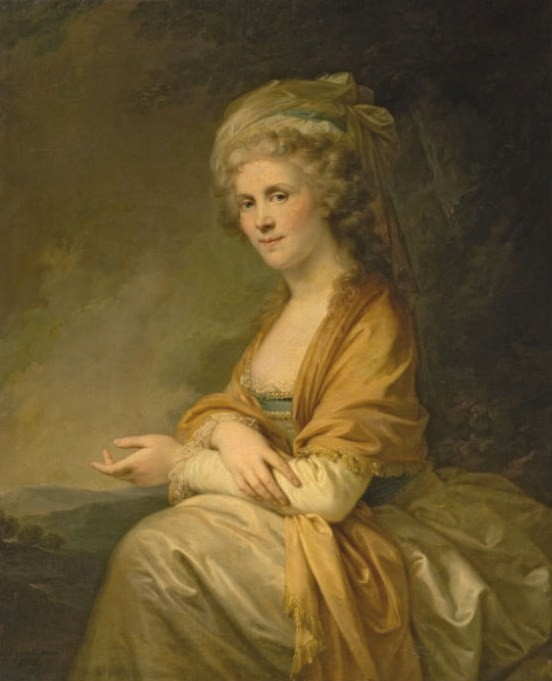
Катерина Петрівна, до шлюбу Трубецька

Увага до садиби Братцево з боку вельможі Строганова була обумовлена родинними негараздами. Складні стосунки з дружиною (Катериною Петрівною) призвели до розриву, позаяк у неї був роман із колишнім фаворитом імператриці Катерини ІІ — Римським-Корсаковим Іваном Миколайовичем (1754—1831). Пані Катерина Стоганова була старша за віком від Івана Римського-Корсакова на десять років, але це не стало в заваді їх міцним стосункам.
Катерина Петрівна і Іван Миколайович не бажали розлучатися і шлюб зі Строгановим закінчився скандалом та розлученням. Садиба Братцево стала домівкою для Катерини Петрівні і можливістю остаточно роз'їхатися з колишнім чоловіком. Іван Миколайович оселився в садибі як громадянський чоловік пані, що народила йому двох синів. Іван Миколайович не покидав її до смерті у 1815 році.
Нова родина бажала мати помешкання відповідне їх соціальному статусу. Так розпочалася розбудова садиби в стилі класицизм. Автор проекту невідомий. За припущеннями ним міг бути Андрій Вороніхін, архітектор, тісно пов'язаний з родиною вельмож Строганових.
Палац у садибі Братцево, ймовірно, виник з ініціативи Івана Римського-Корсакова, компактний, двоповерховий, без бічних флігелів. У центрі палацу облаштували круглу залу з хорами і куполом. Подібну залу зі сходинками на хори мав і палац Строганових на Невському проспекті в Петербурзі, котрий теж облаштував архітектор А. Н. Вороніхін. Палац у садибі Братцево доповнювали флігель, службові приміщення, пейзажний парк та паркова ротонда «Миловида» з десятьма колонами. До 1840-х років встигли прикрасити інтер'єри палацу декоративними стінописами.
Влітку 1866 року в селі Братцево мешкав російський художник Іван Шишкін. Село відображене в картині Івана Шишкіна 1869 року "Полудень. «Околиця Москви», котру придбав для власної галереї Павло Третьяков.
1879 року на протилежному боці місцевої річки Сходня коштом Івана Сувирова вибудували суконну фабрику. Володар навмисно не брав на фабрику місцевих селян, аби наймані робітники повністю залежали від роботодавця. 1885 року на його фабриці відбувся один з перших в Росії страйків. Малородючі землі примушували селян займатись ремеслами, а частка щорічно відбувала в Москву на заробітки.
Останній володар садиби Братцево на початку 20 ст. — князь Щербатов Микола Сергійович. За його володарювання наново розписали садибну церкву майстри села Палех, вибудували водонапірну вежу 1898 року, ремонтні майстерні візків і карет (переобладнані в гаражі автівок), виникли церковна школа, телеграф для зв'язку з Москвою. Нова генерація володарів дворянських садиб намагається поставити на комерційне використання земельні ділянки і дачі. Не був осторонь цього процесу комерційного використання садиби і князь Щербатов: земельна ділянка була поділена на дрібні ланки і забудована дачами, котрі здавали в оренду.

## За часів СРСР
Радикальна налаштованість мешканців села Братцево, що підтримали більшовицьку владу, налякала багатьох. Князь Щербатов віддав садибу під владу держави, але активно наполягав на її збереженні як пам'ятки історії і архітектури.
- В садибі створили дитячі ясла та школу початкової освіти, але ненадовго.
- Почався хаотичний процес зміни володарів та функцій колишньої садиби, притаманний господарюванню в колишніх садибах за часів СРСР. В період 1919 −1922 років в садибі мешкав побутовий музей, поки його не ліквідували. Музейні речі передали в Ново-Єрусалимський музей-монастир, котрий був знищений в роки війни 1941—1945 років.
- Споруди садиби віддали під Будинок відпочинку Революційної військової Ради, а село Братцево підпорядкували радгоспу Революційної військової Ради.
- 1924 року — село передають Всесоюзному інституту прикладної ботаніки та нових культур. В покинутій садибі пішли процеси деградації і втрат: 1928 року зруйнована садибна дзвіниця, невдовзі комуністична влада закрила церкву, де створили виробництво барвників, а згодом простий склад. Це вберегло церкву 17 століття від повної руйнації в роки безбожної п'ятирічки.

- Якийсь період з покинутою і знелюдненою садибою не знали що робити і як використати. На неї звернув увагу Отто Шмідт, оскільки у середині 1930-х років вона опинилась неподалік від Аеродрому полярної авіації. Впливовий на той час радянський науковець і дослідник О. Ю. Шмідт виборов право на утворення в покинутій садибі Будинку відпочинку Головпівнічморшляху (Главсевморпути). Тоді ж у 1936 році до компактного двоповерхового палацу добудували одноповерхові корпуси у вигляді літери Н, що утворило новий курдонер і новий парковий фасад комплексу. Нові прибудови потинькували і пофарбували в два кольори — жовтий тло і білий — архітектурні деталі. Нові прибудови ненабагато змінили архітектуру пам'ятки, а наблизили її до типових зразків садибної архітектури 19 ст. Для медичного обслуговування радянських відпочивальників вибудували також двоповерховий процедурний корпус (архітектор А. Б. Варшавер).
- Пізніше садибний ансамбль віддали під Будинок відпочинку працівників сцени, що остаточно вберегло історичні споруди від руйнацій.

- З 1993 року відновили богослужіння в садибній церкві.

## Галерея

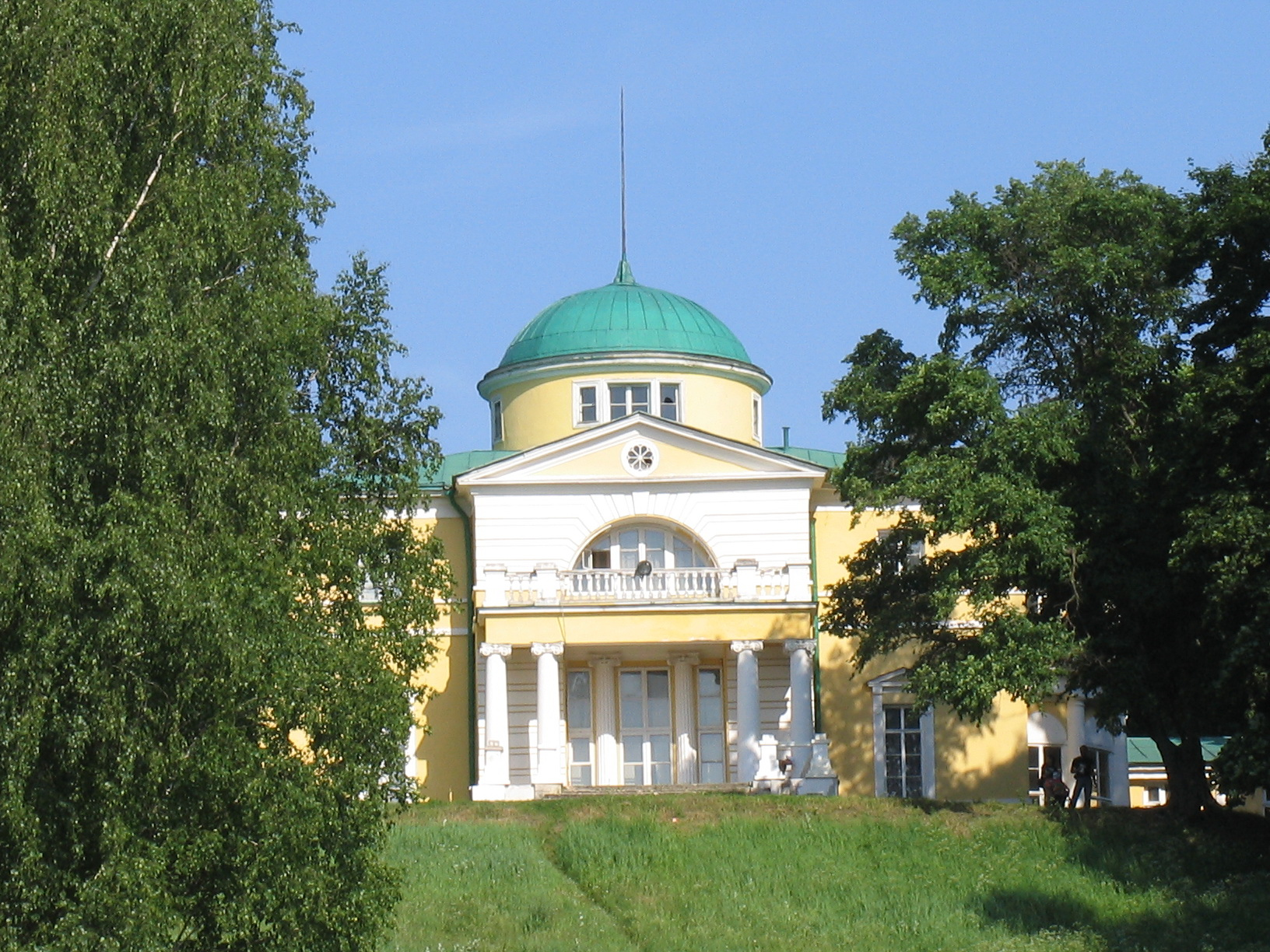
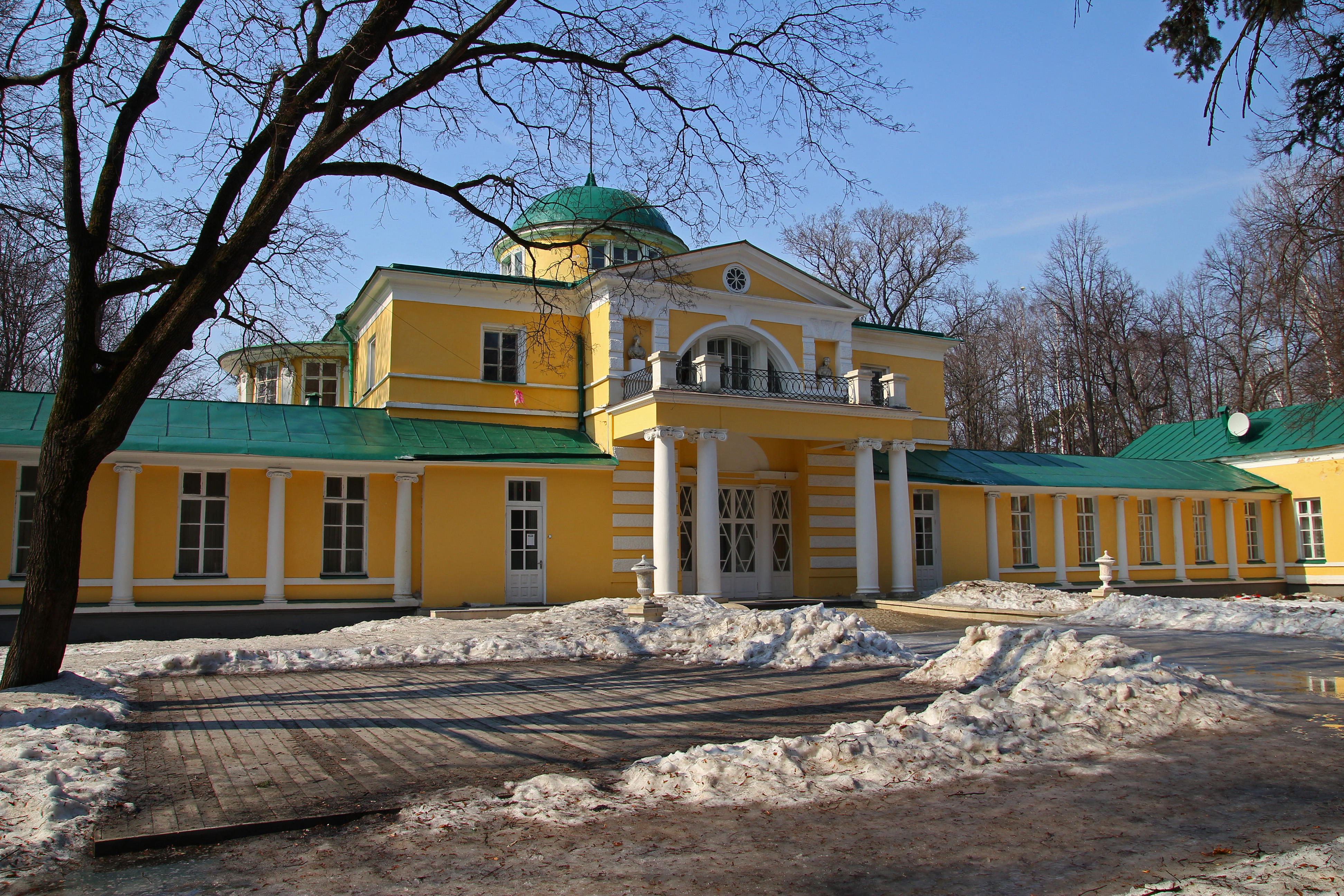
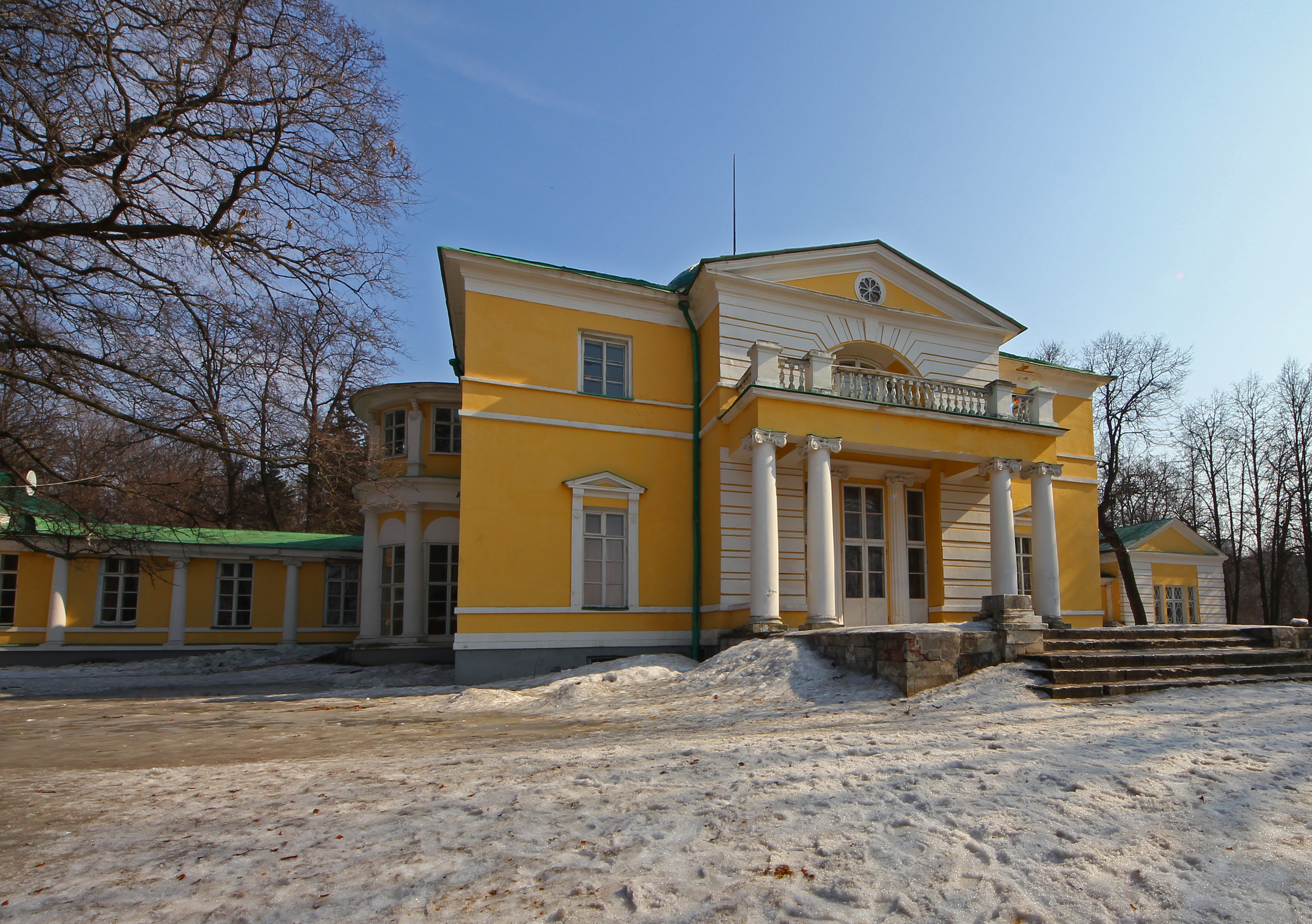
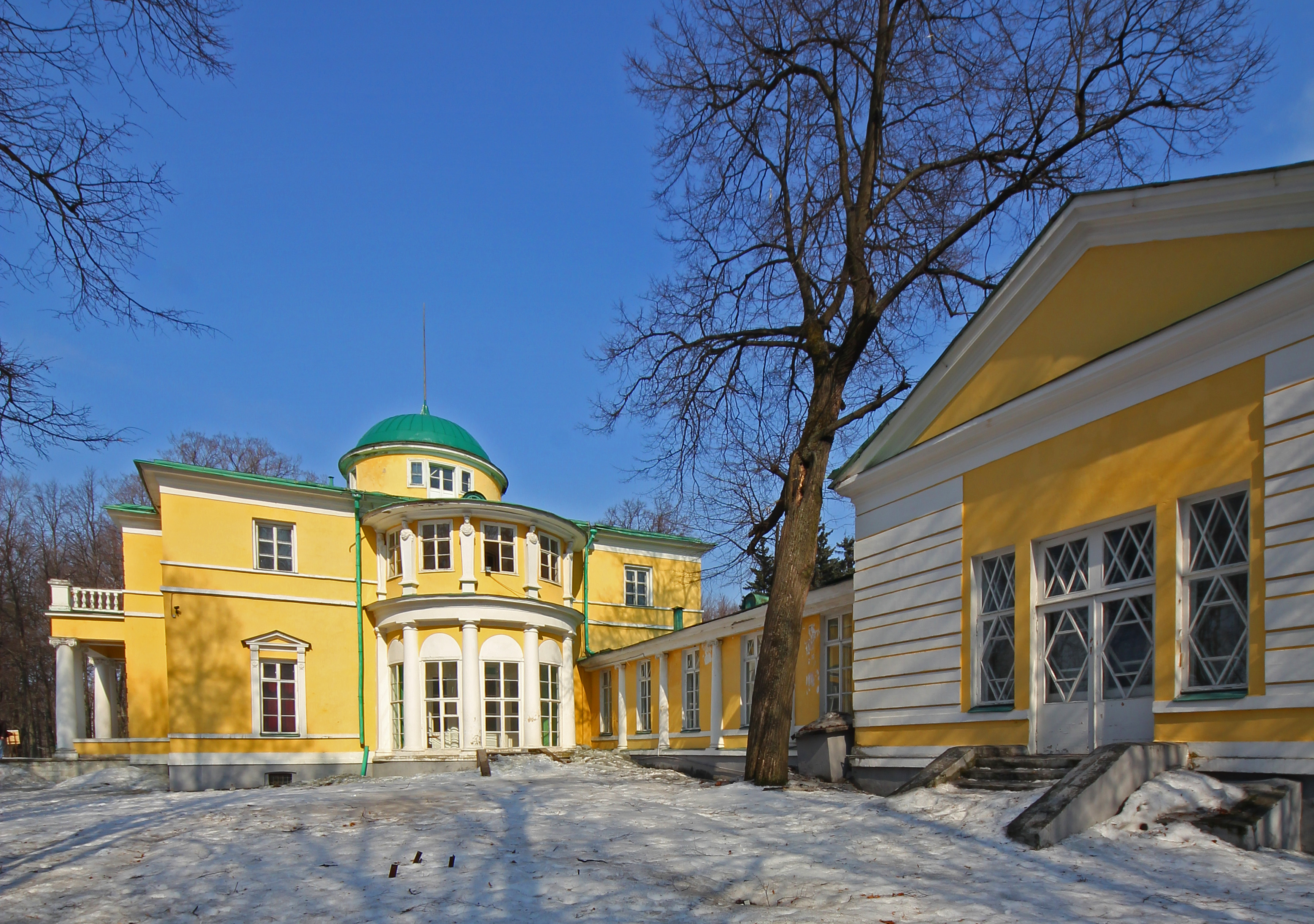
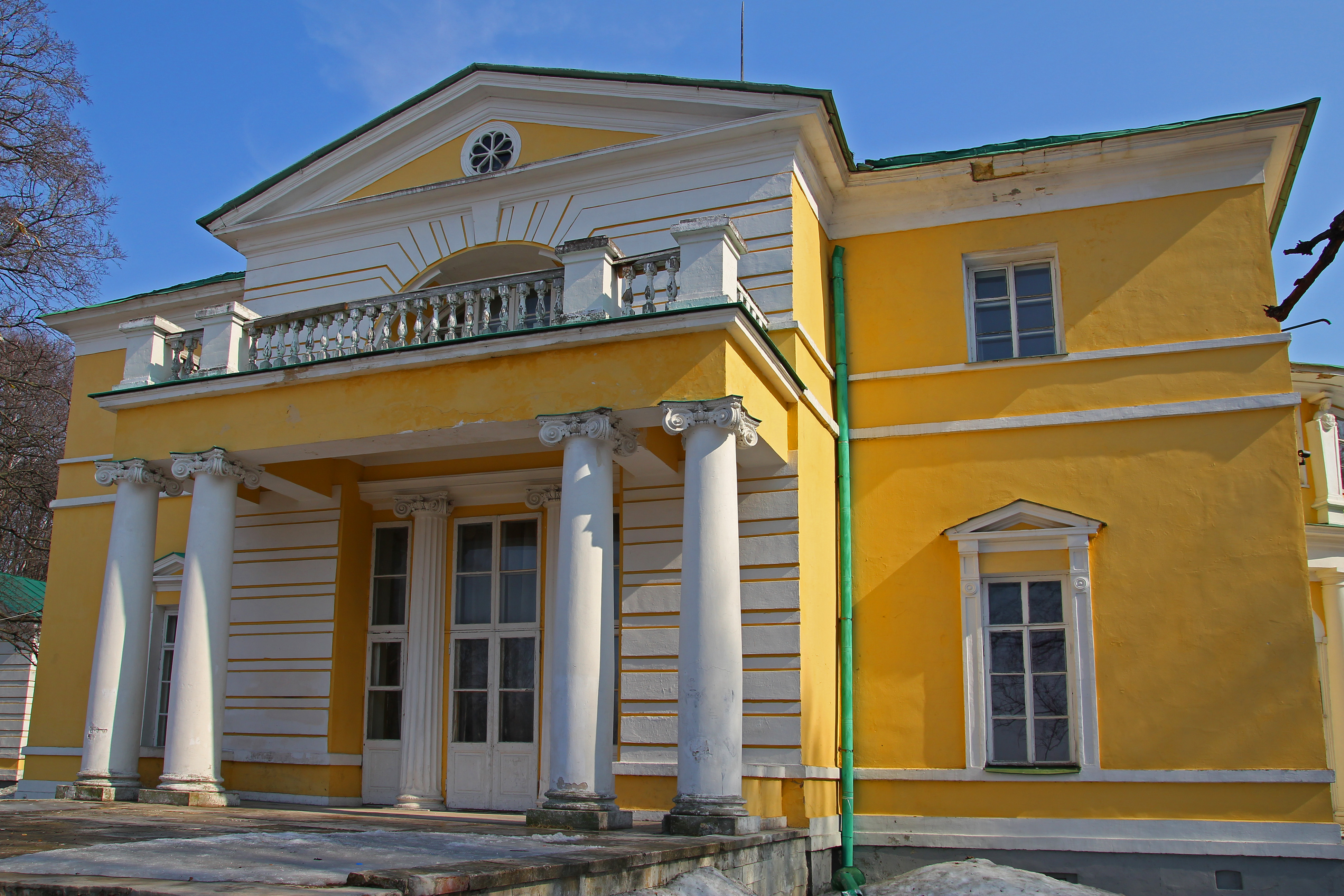